# Человек, который продал Луну
«Человек, который продал Луну» (англ. The Man Who Sold the Moon) — научно-фантастическая повесть Роберта Хайнлайна из цикла «История Будущего». Посвящена подготовке и проведению первого пилотируемого полёта на Луну. Повесть впервые опубликована в 1950 году.

## Сюжет
Время действия повести — 1978 год по схеме Хайнлайна. Предприимчивый бизнесмен Делос Дэвид Харриман одержим идеей первым побывать на Луне и извлечь прибыль из всевозможных лунных ресурсов. Он уговаривает нескольких деловых партнёров участвовать в совместном предприятии для организации частного полёта к Луне. Задача усложнена тем, что единственная космическая станция по производству топлива для атомных двигателей взорвалась, поэтому необходимо достичь цели на ракете с химическим топливом.
Харриман нанимает лучших инженеров и пилота для будущей ракеты, определяется с местом для космодрома и всеми правдами и неправдами постоянно привлекает новые финансовые средства в свой проект. Кроме того, создаётся множество компаний в экваториальных странах, которые бы представляли права Харримана на Луну (согласно юридическому принципу, право собственности на землю распространяется на бесконечную высоту над земельным участком, а Луна проходит именно над экваториальными регионами Земли). Харриман просто не хочет, чтобы Луна принадлежала каким-либо государствам.
Созданная многоступенчатая ракета в итоге оказалась способна принять на борт лишь одного человека. Поколебавшись, Харриман уступает профессиональному пилоту ради успеха дела, планируя полететь в следующий раз. Полёт прошёл успешно, Луна покорена и несмотря на практически полностью опустошённые финансовые активы, Харриман твёрдо намерен сделать освоение космоса рентабельным. Но самому ему не дают возможности отправиться на Луну, так как партнёры не рискуют лишиться главы предприятия, способного в будущем принести огромную прибыль. Как Моисей, лишённый права ступить на Землю Обетованную, так и Харриман, открыв человечеству дорогу в космос, сам не смог исполнить свою мечту.

## Связь с другими произведениями
Хотя повесть фактически является приквелом к раннему рассказу «Реквием», где завершается история Харримана (в старости ему всё-таки удаётся осуществить свою мечту, и Харриман попадает на Луну, но вскоре умирает — его организм не вынес путешествия), она является одной из центральных в «Истории будущего». Именно с неё началось активное освоение космоса. Харриман и основанная им компания неоднократно упоминаются в следующих по хронологии рассказах: «Далила и космический монтажник», «Космический извозчик», «Тёмные ямы Луны», «Испытание космосом», «Зелёные холмы Земли».

## Награды
В 2001 году повесть получила ретроспективную премию Хьюго за 1951 год, опередив повести Азимова, Хаббарда, Старджона и Пайпера.